# Tatischtschewo (Saratow)
Tatischtschewo (russisch Тати́щево) ist eine Siedlung städtischen Typs in der Oblast Saratow in Russland mit 7491 Einwohnern (Stand 14. Oktober 2010).

## Geographie

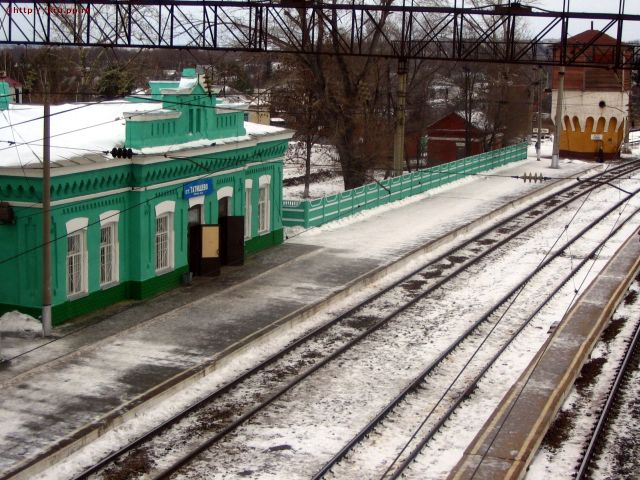
Bahnhof Tatischtschewo

Der Ort liegt gut 30 km Luftlinie nordwestlich des Oblastverwaltungszentrums Saratow und des rechten Wolga-Ufers am linken Medwediza-Nebenfluss Idolga.
Tatischtschewo ist Verwaltungszentrum des Rajons Tatischtschewski sowie Sitz und einzige Ortschaft der Stadtgemeinde Tatischtschewskoje gorodskoje posselenije. Faktisch unmittelbar östlich schließt die „geschlossene“ Siedlung Swetly an.

## Geschichte
Die Siedlung geht auf das Mitte des 19. Jahrhunderts von Saratower Kleinbürgern (russisch meschtschane) gegründete Dorf Meschtschanowka zurück. Als Gründungsjahr gilt jedoch 1890, als in der Nähe an der 1871 eröffneten Eisenbahnstrecke Koslow – Saratow die Bahnstation Mariinowka eröffnet wurde, um die eine Siedlung wuchs. Zu Beginn des 20. Jahrhunderts wurde die Station ausgebaut, die Stationssiedlung und das Dorf wuchsen zusammen, und die Station wurde 1905 zu Ehren des Staatsmannes Wassili Tatischtschew in Tatischtschewo umbenannt.
Am 1. August 1928 wurde Meschtschanowka Verwaltungssitz eines neu geschaffenen Rajons, der nach der Bahnstation den Namen Tatischtschewski erhielt. Seit 1960 heißt auch der Ort Tatischtschewo. Am 27. Juli 1965 wurde ihm der Status einer Siedlung städtischen Typs verliehen.
1994 wurde die östlich anschließende, ab 1964 entstandene geheime Militärsiedlung mit Tarnnamen Tatischtschewo-5 als eigenständige Siedlung Swetly ausgegliedert.

### Bevölkerungsentwicklung
| Jahr | Einwohner | Bemerkung                           |
| ---- | --------- | ----------------------------------- |
| 1939 | 02.230    |                                     |
| 1959 | 03.287    |                                     |
| 1970 | 11.630    | mit Tatischtschewo-5 (heute Swetly) |
| 1979 | 15.929    | mit Tatischtschewo-5                |
| 1989 | 16.472    | mit Tatischtschewo-5                |
| 2002 | 07.432    | zum Vergleich: 19.745 mit Swetly    |
| 2010 | 07.491    | zum Vergleich: 19.984 mit Swetly    |

Anmerkung: Volkszählungsdaten

## Verkehr
Tatischtschewo besitzt einen Bahnhof bei Kilometer 815 der auf diesem Abschnitt 1871 eröffneten Eisenbahnstrecke Moskau – Rjasan – Tambow – Saratow. Sie ist bis Tatischtschewo aus in Richtung Saratow seit 1978, weiter in Richtung Moskau (bis Rtischtschewo) seit 1988 elektrifiziert.
Südlich an der Siedlung vorbei verläuft die Regionalstraße Tambow – Rtischtschewo – Saratow. Diese schließt etwa 15 km südöstlich an die föderale Fernstraße R228 Sysran – Saratow – Wolgograd an, die dort die weiträumige westliche Umgehung um Saratow (SKAD) bildet. Von Tatischewo nach Nordosten führt eine Straße zur ebenfalls etwa 15 km entfernten föderalen Fernstraße R158 Nischni Nowgorod – Pensa – Saratow.

## Söhne und Töchter des Orts
- Swetlana Mustafina (* 1967), Mathematikerin und Hochschullehrerin